# Bello di mamma
Bello di mamma è un film del 1980 diretto da Rino Di Silvestro.

## Trama
Domenico, detto Mimì, giovane rampollo, deve dimostrare ai genitori di non essere impotente e omosessuale, solo così potrà sbloccarsi e ricevere la ricca eredità di famiglia. Pellicola a lungometraggio che fotografa uno spaccato della provincia catanese. 

## Produzione
Alcuni esterni tratteggiano alcuni luoghi cult della città di Catania come la caffetteria Ernesto del lungomare nonché la discoteca Medea 5 (un tempo ritrovo della gioventù di estrazione borghese). Le scene conclusive furono girate all'interno del Park Hotel Capomulini di Capo Mulini, Acireale.